# 釧路日交タクシー
釧路日交タクシー株式会社（くしろにっこうタクシー）は、北海道釧路郡釧路町に本社を置くタクシー事業者である。

## 概要
1960年（昭和35年）に創業し、釧路市（旧音別町・旧阿寒町地域を除く）と釧路町、釧路空港で営業している。自社の配車専用アプリも提供している。

## 事業内容
- タクシーでの旅客の輸送（釧路町、釧路市街、釧路空港）
- タクシー代行
- タクシー乗務員による救援事業（代行サービス）
  1. 墓参、墓地清掃の代行
  2. 遺失物の代理取得
  3. 書類の代理輸送
  4. 除雪代行

## 車両
保有する車両には種類があり、大型車両も保有する。
- ジャンボタクシー
  - トヨタ・ハイエース（乗車定員 9人）　1台
  - トヨタ・アルファード（乗車定員 7人）　1台
- 小型タクシー（乗車定員 4人）
  - トヨタ・コンフォート　11台
  - トヨタ・プレミオ　10台
  - 日産・クルー 5台
  - トヨタ・シエンタ　17台